# Ricard Mirabete Yscla
Ricard Mirabete Yscla (Barcelona, 31 de juliol de 1971) és poeta, filòleg i crític literari. Ha col·laborat en diaris i revistes catalanes fent crítica literària i musical. Entre altres ha col·laborat a El Punt Avui, Benzina (revista d'excepcions culturals), Poetari, Reduccions i Núvol, el digital de cultura. És Llicenciat en Filologia Catalana per la Universitat Autònoma de Barcelona (UAB).

## Obra poètica
- Última ronda. Barcelona: Edicions de La Magrana, 1999. Premi Amadeu Oller
- La gran baixada. Vic: Emboscall Editorial, 2004 (1a edició) Vic: Emboscall Editorial, 2014 (2a edició)
- Les ciutats ocasionals. Barcelona: Témenos Edicions, 2009
- Radar.Barcelona: Témenos Edicions, 2012
- De Penitents a Desemparats (amb David Caño i Carles Mercader). Santa Coloma de Gramenet: Tanit, 2014
- Nuclear. Granollers: Edicions Terrícola, 2015
- Cel estàtic d'elevadors. Maçanet: Gregal, 2016
- Esdeveniment. València: Edicions Tres i Quatre, 2017
- La desaparició. Santa Coloma de Gramenet: Tanit, 2020
- La rèmora. Lleida: Pagès, 2024.